# Pilaria fuscipennis
Pilaria fuscipennis är en tvåvingeart som först beskrevs av Johann Wilhelm Meigen 1818.  Pilaria fuscipennis ingår i släktet Pilaria och familjen småharkrankar. Arten är reproducerande i Sverige. Inga underarter finns listade i Catalogue of Life.